# إيزامو تسوجي
إيزامو تسوجي (باليابانية: 辻勇) هو لاعب كرة قدم ياباني، ولد في 29 ديسمبر 1973 في تشيبا في اليابان. لعب مع غوانغجو إفرغراند تاوباو.